# Odpor je marný
„Odpor je marný“ (v anglickém originále „resistance is futile“) je fráze často používána mimozemskou civilizací Borg z fiktivního světa Star Treku. Poprvé se objevila v roce 1990 v epizodě seriálu Star Trek: Nová generace „To nejlepší z obou světů“. Stala se jednou z nejznámějších[zdroj⁠?!] frází ze světa Star Treku a spočinula vedle frází jako je „Beam me up, Scotty.“ (v češtině překládáno různě, např. „Scotty, transportuj nás.“) a „Je mrtvý, Jime.“ (anglicky „He's dead, Jim.“), které se téměř staly synonymem Star Treku, obzvláště původního seriálu odehrávajícím se v polovině 23. století.
Fráze „odpor je marný“ je však naopak spojena především s pozdějšími příběhy, které se odehrávají o století později, v němž se Federace setká s nezvyklou civilizací Borgů, od nichž je právě toto nejčastěji znějící věta. S Borgy a touto větou se ale poprvé setkal již kapitán Jonathan Archer se svou Enterprise v polovině 22. století.
Locutův citát z epizody „To nejlepší z obou světů“ dosáhl 93. místa v seznamu televize TV Land „100 největších televizních citátů a frází“.

## Výskyt ve Star Treku

### První výskyt
Věta "Odpor je marný" zazněla úplně poprvé ve Star Treku v prvním filmu ve spojitosti s entitou V'Ger ("Any show of resistance would be futile"). Spojitost mezi V'Gerem a Borgy je nejasná, ale spekuluje se, že planeta strojů, která byla k vidění ve V'Gerově mysli a na níž poškozená sonda Voyager6 započala svoji existenci jako V'Ger, by mohla být domovským světem Borgů. Tato spojitost by pak větě, původně stylizované do vulkánské strohosti a výstižnosti, dávala zcela jiný rozměr. Na spojitost mezi V'Gerem a Borgy poukazuje například hra Star Trek: Legacy nebo kniha Star Trek: Návrat, ovšem ve Star Treku je na události uvedené pouze v knihách či hrách pohlíženo jako na neoficiální (na rozdíl od Star Wars, kde knihy i hry jsou součástí oficiálních příběhů a reálií).

### Často opakované varianty
- My jsme Borgové. Budete asimilováni. Odpor je marný.
We are the Borg. You will be assimilated. Resistance is futile.
- My jsme Borgové. Sklopte štíty a vzdejte se. Odpor je marný.
We are the Borg. Lower your shields and surrender your ships. Resistance is futile.

### Širší varianty
- Síla je irelevantní. Odpor je marný. Chceme se zdokonalit.  Přidáme vaší biologické a technologické výhody k našim. Vaše kultura se přizpůsobí, aby sloužila nám.
Strength is irrelevant. Resistance is futile. We wish to improve ourselves. We will add your biological and technological distinctiveness to our own. Your culture will adapt to service ours.
Borg; Star Trek: Nová generace: „To nejlepší z obou světů“ (1990)
- Jsem Locutus, Borg. Odpor je marný. Váš dosavadní život je u konce. Od této chvíle budete sloužit nám.
I am Locutus of Borg. Resistance is futile. Your life as it has been is over. From this time forward, you will service us.
Locutus z Borgu (asimilovaný Jean-Luc Picard); Star Trek: Nová generace: „To nejlepší z obou světů“ (1990)
- Odpor je marný. Složíte zbraně a doprovodíte nás do sektoru 001. Jestliže se tomu budete vzpírat, zničíme vás.
Resistance is futile. You will disarm your weapons, and escort us to Sector 001. If you attempt to intervene, we will destroy you.
Locutus z Borgu (asimilovaný Jean-Luc Picard); Star Trek: Stanice Deep Space Nine: „Poslání“ (1993)
- My jsme Borgové. Sklopte štíty a vzdejte se. Přidáme vaši biologickou a technologickou osobitost k naší vlastní. Vaše kultura se přizpůsobí a bude nám sloužit, Odpor je marný.
We are the Borg. Lower your shields and surrender your ships. We will add your biological and technological distinctiveness to our own. Your culture will adapt to service us. Resistance is futile.
Borg; Star Trek: První kontakt (1996)
- Toto spojenectví je ukončeno. Vaše loď a její posádka se přizpůsobí našim potřebám. Odpor je marný.
This alliance is terminated. Your ship and its crew will adapt to service us. Resistance is futile.
Sedmá z devíti; Star Trek: Vesmírná loď Voyager: „Škorpion“ (1997)